# عبد الله بن أحمد الوهيبي
الشيخ عبد الله بن أحمد الوهيبي قاضى الاحساء ما بين (1245 هـ - 1263 هـ) وكان قاضٍ في الدولة السعودية الأولى في الدرعية حتى سقوطها عام 1233 هـ.

## نسبه
الشيخ عبد الله بن أحمد بن محمد بن حمد بن عبد الله بن إبراهيم بن سليمان بن وهيب بن أحمد بن وهيب بن بريد بن محمد بن بريد بن مشرف التميمي

## نشأته
ولد الشيخ عبد الله بن أحمد الوهيبي عام 1175 هـ في الدرعية في عهد الإمام محمد بن سعود وكان أبوه قاضيًا في الدرعية.
هاجر والده الشيخ أحمد بن محمد الوهيبي من حوطة بني تميم إلى العيينة لطلب العلم وهو صغير بعد وفاة أبيه الشيخ محمد بن حمد الوهيبي (وأصبح قاضيًا في العيينة) ثم انتقل إلى الدرعية والتحق مع الشيخ محمد بن عبد الوهاب ثم عُيِّن الشيخ أحمد بن محمد الوهيبي قاضٍ في الدرعية بطلب من الإمام محمد بن سعود.

## علمه
درس وتعلم القرآن وأصوله، فأخذ العلم عن الشيخ محمد بن عبد الوهاب، وأبناء الشيخ وغيرهم، وأصبح أحد قضاة الدرعية، وعُين قاضيًا في الخرج ثم حوطة بني تميم والأفلاج عام 1201 هـ حتى عام 1206 هـ، ثم أحد القضاة الدرعية في عهد الإمام عبد العزيز والإمام سعود بن عبد العزيز والإمام عبد الله بن سعود حتى سقوط الدولة السعودية الأولى، خرج إلى رأس الخيمة ثم قطر وبعد استيلاء الإمام فيصل بن تركي عينه قاضٍ في الأحساء حتى كبر في السن وتوفي عام 1263 هـ. ومن أحفاده عبد الله بن إبراهيم الوهيبي عميد جامعة الإمام محمد بن سعود

## أبناؤه
أنجب من الاولاد ثلاثة أبناء والمعروف عن البنات بنتان تقريباً

### الذكور
- الشيخ راشد بن عبد الله الوهيبي: هو أحد القادة مع إبراهيم بن عفيصان في حربه لتمرد مناطق شمال قطر الزبارة وعينه الإمام سعود الكبير بن عبد العزيز بن محمد آل سعود أميرا لمنطقه الشمال في قطر عام 1223هـ وحارب في استرداد البحرين لطرد حاكم مسقط من البحرين ومعركة خكيكرة سنة 1226هـ مع ابن عفيصان وابن رحمه ثم حكم مدينه العيون أحد مدن الاحساء.كان أحد القادة في معركة السبية عام 1245هـ وايضا كان أحد القادة في معركه حوطة بني تميم في الحلوه ضد العثمانين وحليفهم خالد بن سعود بن عبد العزيز بن محمد آل سعودعام 1253هـ وقتل عام 1254هـ في معركة الخراب في الدلم [3]

أنجب الشيخ أحمد بن راشد بن عبد الله الوهيبي والشيخ عبد الله بن راشد بن عبد الله الوهيبي شاركا في معركة الحلوة عام 1253هـ ومعركة الخراب عام 1254 هـ في الدلم حيث قتل فيها الشيخ عبد الله بن راشد الوهيبي.
- الشيخ سليمان بن عبد الله الوهيبي: خرج من الرياض في الدولة السعودية الثانية في عهد الإمام فيصل بن تركي بن عبد الله آل سعود بعد استلاء الأتراك على الرياض إلى حوطة بني تميم عند ابن أخيه الشيخ أحمد بن راشد الوهيبي وتوفي فيها ولم يعقب ذرية.
- الشيخ عبد الرحمن بن عبد الله الوهيبي: كان صغيرآ هاجر مع والده الشيخ عبد الله ابن احمد الوهيبي إلى راس الخيمة ثم قطر ثم الاحساءعينه الإمام فيصل بن تركي بن عبد الله آل سعود قاضا بعد ابيه الشيخ عبد الله ابن احمد حتى وفاته عام 1289هـ [5]

أنجب الشيخ عبد الله ابن عبد الرحمن بن عبد الله الوهيبي تولا القضاء في الاحساء بعد والده

### البنات
الأولى طرفه بنت عبد الله الوهيبي وهي زوجه الشيخ إبراهيم ابن الشيخ محمد ابن عبد الوهاب
والدة الجوهره بنت الشيخ إبراهيم ابن الشيخ محمد ابن عبد الوهاب
الثانية والدة الشيخ عبد الله بن عبد اللطيف بن عبد الرحمن بن حسن آل الشيخ جد الملك فيصل بن عبد العزيز آل سعود لأمه

## وصلات خارجية
- علماء ودعاة آخرون- مكتبة الملك عبد الله بن عبد العزيز الجامعية جامعه ام القرى
- الموسوعة الشاملة نسخة محفوظة 8 أكتوبر 2023 على موقع واي باك مشين.
- جريده الرياض
- مؤسسة الملك فيصل الخيرية
- نوافذ الدعوة
- جريده اليوم
- النبراس في ترجمة ابن عكاس